# Promieniotwórczość ciężkojonowa
Promieniotwórczość ciężkojonowa, rozpad egzotyczny (ang. cluster decay, rozpad klastrowy) – rozpad jądra atomowego, podczas którego następuje emisja klastra (zlepka, grupy) nukleonów tworzących jądro atomowe cięższe od jądra helu-4 (cząstki α). Ten typ rozpadu dotyczy jedynie nuklidów alfa promieniotwórczych i prawdopodobieństwo jego zajścia jest bardzo małe, tj. nawet do kilkunastu rzędów wielkości mniejsze niż prawdopodobieństwo rozpadu alfa.
Jest to pośredni sposób rozpadu między powszechnie zachodzącym dla jąder o liczbie atomowej większej od 82 rozpadem alfa a spontanicznym rozszczepieniem najcięższych nuklidów. Różnica między spontanicznym rozszczepieniem a rozpadem egzotycznym leży w tym, że podczas rozszczepienia jądro macierzyste ulega podziałowi na dwa jądra o probabilistycznym rozkładzie liczb atomowych i masowych oraz w przybliżeniu równych masach, natomiast promieniotwórczość ciężkojonowa daje ściśle określony sposób rozpadu, a produkty mają znacząco różne masy (np. produkty rozpadu 223Ra: 209Pb i 14C).
Najbardziej prawdopodobnym rozpadem jest ten z emisją jądra 14C, rozpady z emisją cięższych jąder są mniej prawdopodobne, prawdopodobieństwo ich zajścia jest nawet kilka rzędów wielkości mniejsze niż emisji jądra węgla-14.

## Przykłady jąder wykazujących promieniotwórczość ciężkojonową
| Jądro macierzyste | Emitowany jon | Energia jonu, MeV | Prawdopodobieństwo rozpadu przez emisję ciężkiego jonu [%] |
| ----------------- | ------------- | ----------------- | ---------------------------------------------------------- |
| 221Fr             | 14C           | 29,28             | 8,8·10-11                                                  |
| 221Ra             | 14C           | 30,34             | 1,2·10-10                                                  |
| 222Ra             | 14C           | 30,97             | 3,0·10-8                                                   |
| 223Ra             | 14C           | 29,85             | 6,4·10-8                                                   |
| 224Ra             | 14C           | 28,63             | 4,3·10-9                                                   |
| 225Ac             | 14C           | 28,57             | 6,0·10-10                                                  |
| 226Ra             | 14C           | 26,46             | 3,2·10-9                                                   |
| 231Pa             | 23F           | 46,68             | 1,0·10-12                                                  |
| 230Th             | 24Ne          | 51,75             | 5,6·10-11                                                  |
| 231Pa             | 24Ne          | 54,14             | 1,3·10-9                                                   |
| 232U              | 24Ne          | 55,86             | 9·10-11                                                    |
| 233U              | 24Ne          | 54,27             | <9,5·10-11                                                 |
| 234U              | 24Ne          | 52,81             | 9·10-12                                                    |
| 234U              | 28Mg          | 65,26             | 1·10-11                                                    |
| 239Pu             | 28Mg          | 67,32             | 5,6·10-15                                                  |
| 238Pu             | 32Si          | 78,95             | 1,4·10-14                                                  |
| 241Am             | 34Si          | 80,60             | 2,6·10-11                                                  |